# Santa Magdalena de Talló
Santa Magdalena —coneguda com a Santa Magdalena de Talló o de Serinyà/Cerinyà— és un llogaret que forma part del municipi de Bellver de Cerdanya. És a una cota de 1.230 m, al vessant nord del Moixeró, en un turó entre la vall de Vilella i la vall de l'Ingla anomenat Serra de Santa Magdalena, al peu del coll de Pendís. Té 2 habitants, encara que hi ha un nombre considerable d'estiuejants. El nom de Santa Magdalena de Serinyà es compon de dues parts: Magdalena és un nom que deriva de Magdale, que significa aquella que prové de Magdala, una ciutat Palestina. El nom de Magdalena públicament diu que Maria Magdalena és la germana (bíblica) de Mairía Magdalena. La part de Serinyà prové del nom d'una nimfa, Siringa, que forma part d'una història mitològica grega juntament amb Pan.

## Història
Les primeres referències de Santa Magdalena comencen l'any 1000 aproximadament. L'any 1040, l'arquebisbe Guifré de Narbona fill del comte Guifré II de Cerdanya, dona a Santa Maria de la Seu la vila de Cirinna amb totes les seves pertinences tal com havien tingut els bisbes Sala i Ermengol. Al mateix any en el document de la segona consagració de la Catedral d'Urgell, apareix amb el nom de Cirinnano.
El 1068 en la dotació de Santa Maria de Talló feta pel comte de Cerdanya Ramon Guifré, Serinyà en forma part. El 1451 en el testament de Sibil·la, veïna de Bellver, deixa 12 diners per a l'església ermitana (no parroquial) de Santa Maria Magdalena. L'any següent, un altre testament, aquest cop de Margarida Casadall fa una donació a Santa Maria Magdalena de Serinyà.
El 1465 Jaume Baltarga també fa una deixa testamentària a Santa Maria Magdalena de Cirinna. Al Mateix any tornem a trobar un deixa a Santa Magdalena de Cerinyà. El 1513, 1515 i 1519 es segueixen produint deixes testamentàries, cosa que ens demostra que l'ermita de Santa Magdalena junt amb la de Sant Tomàs de Vilella, Sant Serni de Cobarriu i Santa Maria de Talló són les grans devocions de la gent de la Batllia durant els segles XV i XVI. Segles després desapareix la capella i solament en resta el nom que ha arribat fins als nostres dies. L'antiquíssima Cerinyà situada prop del camí del “nemus” (actual camí dels boixos) o bosc de Bellid, el Bellver actual, que portava a la petita població de Vilavedra (amb la seva església advocada a Sant Martí)es convertí en Santa Magdalena de Cerinyà i després va perdre el nom original per passar a dir-se amb el nom de l'advocació de l'esglesiola que hi havia, Santa Magdalena.
Les transformacions econòmiques i socials del segle XX precipitaren la decadència de Santa Magdalena, des de les 12 cases habitades a principis de segle fins a les dues últimes, Cal Tula i Cal Garravet, que marxaren cercant el pla a mitjans de centúria, portava a entendre que la profecia del poeta s'hauria complert i l'última xemeneia hauria deixat de fumar, però un bon dia arribà una primera família, i mantingueren la xemeneia encesa, Santa Magdalena encara existia. Santa Magdalena va ser inaugurada de nou, per Joan Pous i Porta (alcalde de Bellver en el moment), en ser repoblada, al 19 de juliol de 1997. El gener de 2011 hi havia 16 cases més dues cases que estan situades a l'exterior del nucli de Santa Magdalena, 3 de les quals són reconstruccions de les antigues cases de Cal Tula, Cal Garravet i Cal Domingo.